# Östermalmsfängelset

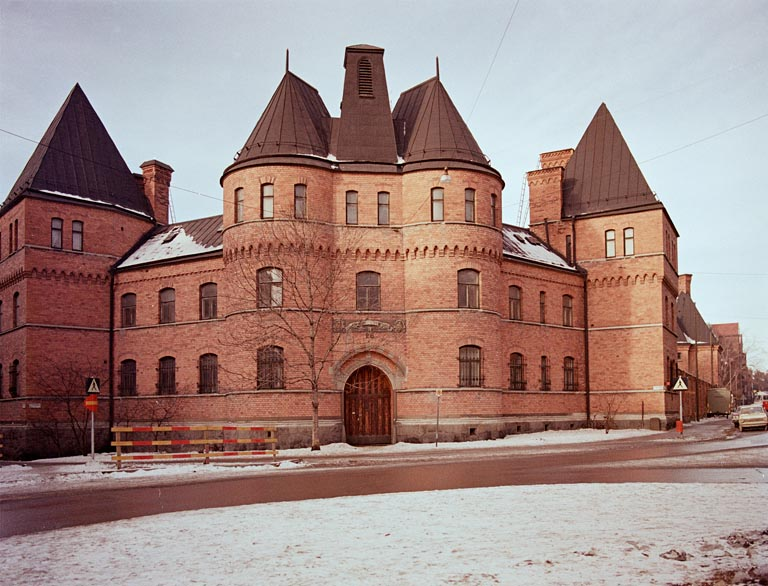
Byggnaden i februari 1968.

Östermalmsfängelset, även kallat Kvinnofängelset, var ett länsfängelse i Stockholms innerstad i stadsdelen Östermalm vid Danderydsplan, beläget i det trekantiga kvarteret mellan Uggelviksgatan, Östermalmsgatan och Rådmansgatan alldeles invid Engelbrektskyrkan.

## Historik

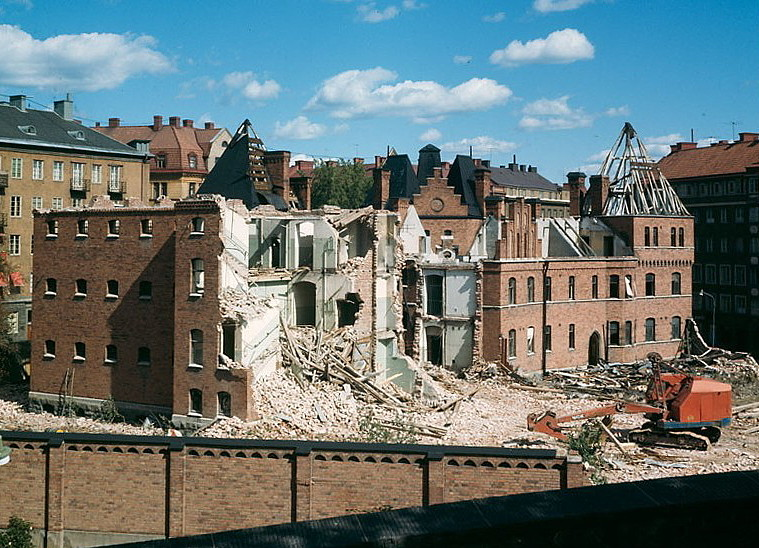
Byggnaden rivs, 1968.

Byggnaden för Länsfängelset, som restes 1895–1897, var en följd av 1841 års riksdagsbeslut beträffande om- och tillbyggnader av fängelser som nya stipulerade krav på cellsystem. Det ersatte Länscellfängelset på Norrmalm som revs året därpå. Arkitekt Gustaf Lindgren ritade en röd medeltidsinspirerad tegelborg vilande på en sockel av granit och försedd med dekorativa detaljer i huggen kalksten. En stor smidd gallergrind blockerade ingången till borggården.
Fängelset med sina 115 celler var från början avsett för kvinnor, men fick avdelningar både för manliga och kvinnliga fångar. Internernas måltider serverades i en fast matho av tenn med tre matskålar i celldörren. Rastgårdarna var utformade som tårtbitar på fängelsegården och i källaren fanns en mörk straffcell.
27 år efter uppförandet flyttade de sista fångarna ut och Riksarkivet tog 1925 över lokalerna för sina arkivhandlingar. De förblev i byggnaden fram till 1968 då den revs för att ge plats åt Arkitekturskolans byggnad. Under en kort period 1925-1926 förvarades Johan Gunnar Anderssons samlingar från hans utgrävningar i Kina i Östermalmsfängelset. Dessa samlingar blev sedan grunden för Östasiatiska museet. Byggnaden revs 1968 för att bereda plats för Arkitekturskolans byggnad.

## Bilder

En bildserie tagen kort innan rivningen 1968
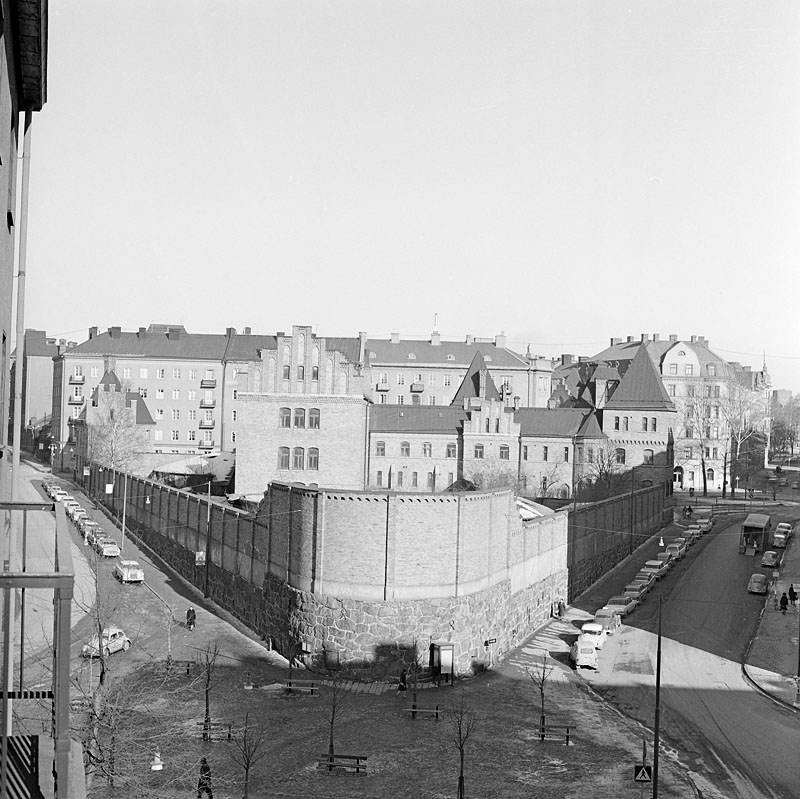
Fasad mot Karlavägen.
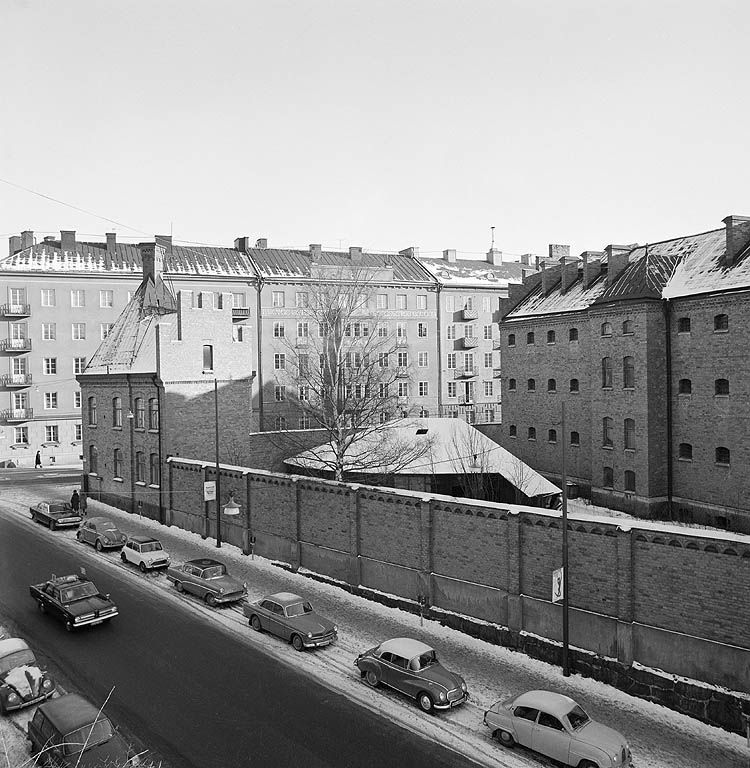
Fasad mot Uggelviksgatan.
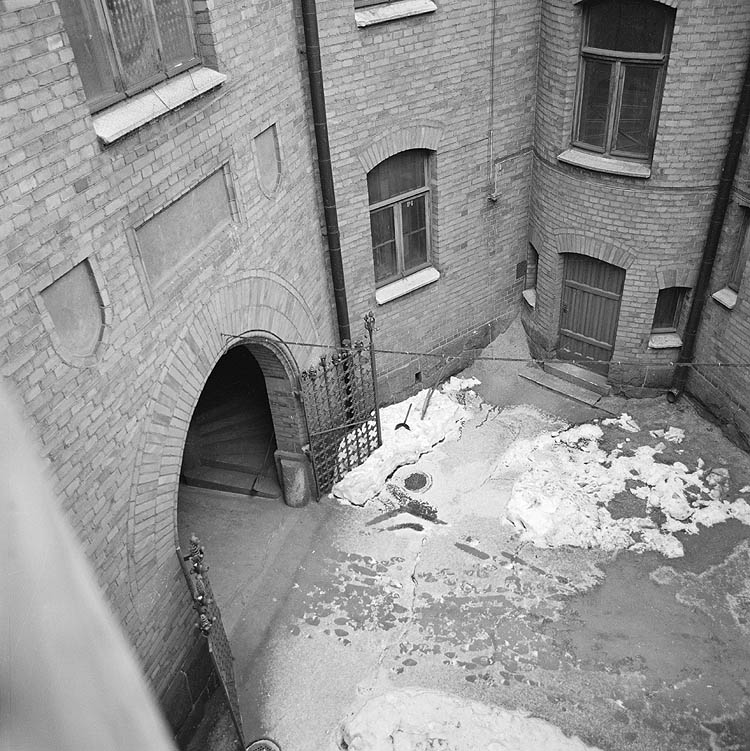
Innergården.
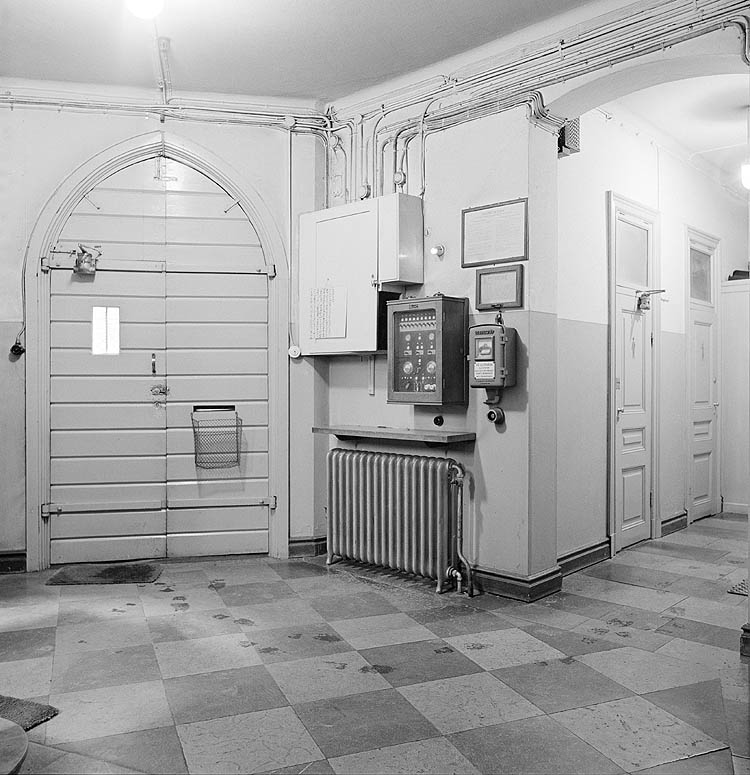
Entréhallen.
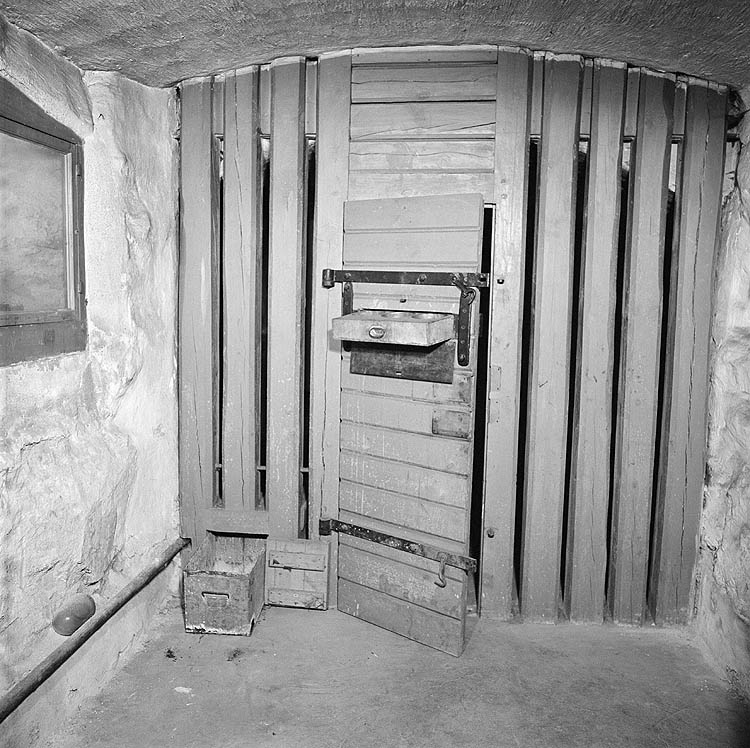
Isoleringscellen.